# Szkoła Aplikacyjna Artylerii i Inżynierów

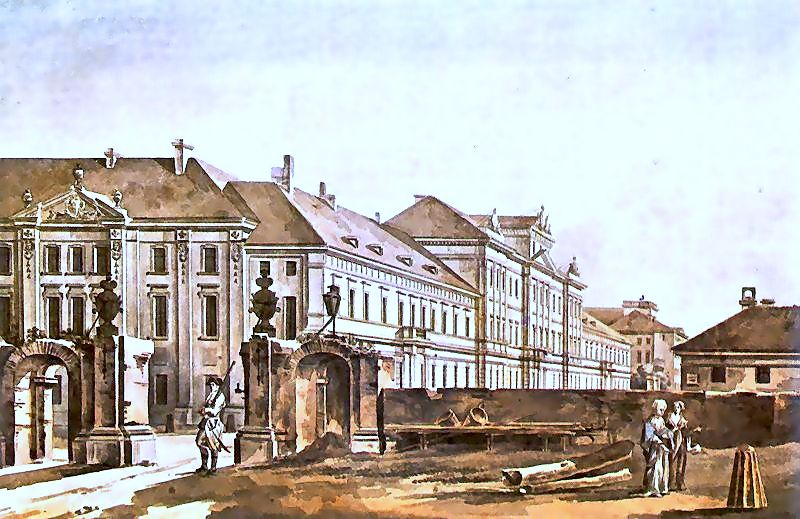
Gmach Collegium Nobilium przy ulicy Miodowej, siedziba szkoły

Szkoła Aplikacyjna Artylerii i Inżynierów – specjalistyczna wyższa szkoła wojskowa, działająca w Warszawie w latach 1809−1812. 

## Opis
Szkoła została powołana dekretem Fryderyka Augusta z 11 lutego 1809 roku. Jej pierwszą siedzibą był Arsenał. Potem przeniosła się do zakupionego od pijarów przez rząd Księstwa Warszawskiego gmachu Collegium Nobilium przy ulicy Miodowej. Komendantem szkoły został mianowany Mikołaj Rouget.
Szkoła kształciła wysoko kwalifikowanych oficerów. Przyjmowano do niej młodych mężczyzn: cywilów w wieku 16−24 lat i żołnierzy służby czynnej w wieku do 30 lat. Liczba słuchaczy była ograniczona do 12. Jej program nauczania był oparty na programie francuskiej Szkoły Artylerii i Inżynierii w Metzu. 
W 1820 roku na bazie zreorganizowanej szkoły utworzono Szkołę Aplikacyjną.

## Absolwenci (m.in.)
- Józef Bem
- Wojciech Chrzanowski
- Klemens Kołaczkowski
- Ignacy Prądzyński